# Dilophus megacanthus
Dilophus megacanthus är en tvåvingeart som beskrevs av Edwards 1938. Dilophus megacanthus ingår i släktet Dilophus och familjen hårmyggor. Inga underarter finns listade i Catalogue of Life.